# Целуй меня снова
Целуй меня снова (англ. Kiss Me Again) — немой чёрно-белый фильм 1925 года. Данный фильм сейчас утерян. В 1931 году снят цветной ремейк картины в жанре мюзикл оппереты Поцелуй меня снова с дочерним компанией First National Pictures.

## Сюжет
Молодая женщина Лулу Флери страстно влюблена в красивого музыканта Мориса Феррера. На пике этого увлечения она просит развода у своего мужа, Гастона Флери. Тот, не желая выдавать своих истинных чувств, соглашается отпустить её. Лулу уязвлена его уступчивостью и после того, как роман с Морисом надоедает ей, направляет свои усилия на то, чтобы вновь завоевать Гастона.

## В ролях
| Актёр      | Роль         |
| ---------- | ------------ |
| Мари Прево | Лулу Флери   |
| Монти Блю  | Гастон Флери |
| Джон Рош   | Морис Феррер |
| Клара Боу  | Гризетта     |